# Kronshagen
Kronshagen è un comune di 11 921 abitanti dello Schleswig-Holstein, in Germania.
Appartiene al circondario (Kreis) di Rendsburg-Eckernförde (targa RD).